# Mihăilești (Giurgiu)
Mihăileşti è una città della Romania di 7 297 abitanti, ubicata nel distretto di Giurgiu, nella regione storica della Muntenia.
Fanno parte dell'area amministrativa anche le località di Drăgănescu, Novaci e Popeşti.